# La Gaillarde
La Gaillarde település Franciaországban, Seine-Maritime megyében. Lakosainak száma 377 fő (2022. január 1.). La Gaillarde Angiens, La Chapelle-sur-Dun, Gruchet-Saint-Siméon, Gueures, Luneray, Saint-Pierre-le-Vieux és Saint-Pierre-le-Viger községekkel határos.

## Népesség
A település népességének változása:
| Lakosok száma | 392  | 390  | 396  | 386  | 382  | 384  | 385  | 381  | 377  |
|               | 2013 | 2015 | 2016 | 2017 | 2018 | 2019 | 2020 | 2021 | 2022 |